# Premis Brasil Olímpic
El Premi Brasil Olímpic (en portuguès i oficialment, Prêmio Brasil Olímpico) és el nom que reben els guardons anuals concedits pel Comitè Olímpic Brasiler.

## Història i configuració
Els premis van ser creats l'any 1999 pel Comitè Olímpic Brasiler (COB), amb l'objectiu de crear un guardó que servís de màxim reconeixement pels esportistes d'aquest país. La cerimònia d'entrega se celebra a Rio de Janeiro, tret de la primera edició, que va tenir lloc a São Paulo. Estaven dividits en dues categories, masculina i femenina. Per ser elegible, un esportista ha d'estar afiliat a una confederació esportiva que formi part del Programa Olímpic. Cada confederació ha de nominar una única persona (home o dona) per a representar el seu esport i, d'entre tots els nominats, el COB escull tres homes i tres dones per formar la llista finalista. En la llista definitiva, a més, hi entren els guanyadors de l'edició anterior, en el cas de que no fossin part d'aqueix sextet. Des de 2023, el guardó a l'esportista de l'any va batejar-se Premi Rei Pelé, en homenatge a Edson Arantes do Nascimento, mort un any abans.
Els Premis Brasil Olímpic han anat incorporant categories. Entre les principals, el 2001 es va crear el guardó Adhemar Ferreira da Silva (en honor al primer bicampió olímpic brasiler, mort aquell mateix any) que premia anualment a un esportista retirat; i des de 2014 s'atorga el premi de l'afició (prêmio da torcida), per votació popular. Altres trofeus són els de millors esportistes paralímpics, entrenador individual, entrenador d'equip, i el premi a l'esperit olímpic. Des de 2023, s'hi han afegit noves categories: millors equips, millor retorn, i esportista revelació.